# Деннинг, Трой
Трой Деннинг (англ. Troy Denning), он же Ричард Оулинсон (англ. Richard Awlinson) (род. 1958) — американский писатель в жанре фэнтези и научной фантастики, наиболее известный благодаря литературному вкладу в сеттинг Forgotten Realms.
Писательская карьера Троя Деннинга началась с романа «Глубоководье», изданного под псевдонимом Ричард Оулинсон и попавшего в список бестселлеров газеты «New York Times». С тех пор он написал уже более двадцати романов.
Деннинг — автор многих книг о мирах «Forgotten Realms» (в том числе в соавторстве с Эдом Гринвудом написал «Death of the Dragon» (2000); участвовал в подциклах «Empires», «Harpers», «Twilight Giants» и «Return of the Archwizards») и «Dark Sun» (сочинил несколько романов из первой «дарксановской» серии «Prism Pentad»), написал роман «Pages of Pain» (1996) для серии о мире «Planescape». Также Деннинг написал несколько романов для межавторского цикла «Star Wars», в России был издан пока только один роман «Дух Татуина».

### Мир темной звезды(Dark Sun)
- Prism Pentad [= Призма]
- Охота на дракона / The Verdant Passage
- Алый легион / The Crimson Legion
- Чародейка / The Amber Enchantress
- The Obsidian Oracle [= Обсидиановый оракул]
- The Cerulean Storm [= Лазоревый шторм]

### Забытые Королевства(Forgotten Realms)
- Аватары
  - Глубоководье
  - Безумный бог
- Арфисты (Harpers)
  - The Parched Sea (1991)
  - The Veiled Dragon (1996)
- Cormyr
  - Beyond the High Road (1999)
  - Death of the Dragon (2000) // Соавтор: Эд Гринвуд
- Empires
  - Dragonwall (1990)
- Lost Empires
- Антологии
  - Realms of Infamy (1995) // Редактор-составитель: Джеймс Лоудер
  - Twilight (1994)
  - Realms of Valor (1995) // Редактор-составитель: Джеймс Лоудер
  - The Curse of Tegea (1993)
  - Realms of the Deep [= Королевства Глубин] (2000) // Редактор-составитель: Филипп Этанс
  - The Crystal Reef (2000)
  - Realms of Shadow (2002) // Редактор-составитель: Лизз Болдуин
  - Darksword (2002)

### Звёздные войны(Star Wars)
- Звёздные войны: Новая Республика
  - Дух Татуина / Tatooine Ghost (2003)
  - A Forest Apart (2003)
- Звёздные войны: пятая эра
  - Новый орден джедаев / The New Jedi Order
  - Star by Star [= Звезда за звездой] (2001)
  - Dark Nest [= Тёмный улей]
  - The Joiner King [= Король-примкнувший] (2005)
  - The Unseen Queen [= Незримая королева] (2005)
  - The Swarm War [= Роевая война] (2006)
- Звёздные войны: эра наследия
- Star Wars: Legacy of the Force [= Звёздные войны: Наследие Силы]
  - Tempest (2006)